# Bernard Moffatt
Pour les articles homonymes, voir Moffatt.
J. Bernard Moffatt, né en avril 1946 à Peel, est un militant politique  et un syndicaliste. Il est opposé à l'industrie nucléaire britannique.
Cependant, sa tenure n'a pas été sans polémique. En particulier, quelques membres ont estimé qu'il a suraccentué ce qu'il nomme des « militaires surveillant », un intérêt personnel à long terme, aux dépens de plus d'issues de pression, telles que répondre à la décentralisation dedans l'Écosse et le Pays de Galles, et former des associations entre les secteurs de devolve/independent tels que île de Man et République d'Irlande. Les objections principales à ceci sont que des « militaires surveillant » sont déjà traités par plusieurs autres organismes tels que CND, et que ce n'est pas une partie des objectifs indiqués de la ligue celtique. 

## Mec Vannin
Il était l'un des membres de fondateur de Mec Vannin en 1962 et continue à jouer un rôle dans cette organisation comme président. Cependant, il n'a pas couru pour l'élection pendant une tout à fait certaine heure, et préfère critiquer Tynwald de l'extérieur, que jouent un rôle actif dans lui.

## Ligue Celtique
Bernard Moffatt est la seule personne à avoir été deux fois secrétaire de la Ligue Celtique (de 1984 à 1988 et de 1991 à aujourd'hui). Il a fait campagne pour le retour de certains objets d'art dans leurs pays d'origine, en ces termes :
These artefacts belong to the countries they came from. The argument used to be there was nowhere to house these artefacts where they belong. But that is a load of rubbish.' 
(Ces objets d'art appartiennent aux pays où ils ont été créés. On objecte habituellement l'impossibilité de les protéger sur place. Mais ils n'ont aucune valeur pour nous.)
voir aussi :